# 霍洛布蒂夫
49°15′36″N 23°44′14″E / 49.26000°N 23.73722°E

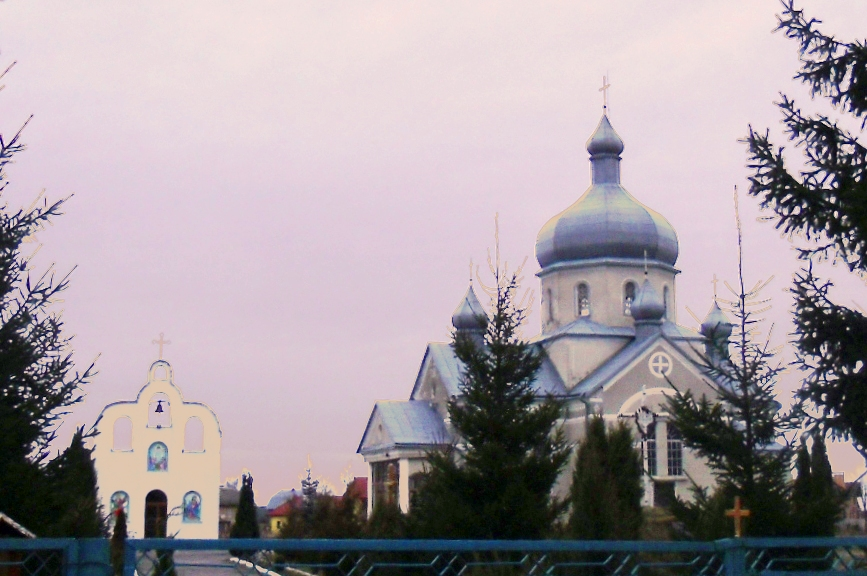
教堂

霍洛布蒂夫（烏克蘭語：Голобутів），是烏克蘭的村落，位於該國西部利沃夫州，由斯特雷區斯特雷市鎮負責管轄，始建於1664年，面積17.68平方公里，海拔高度305米，2022年該村落人口800。